# Flughafen Cam Ranh

i8
i11
i13
Der internationale Flughafen Cam Ranh (vietnamesisch Sân bay quốc tế Cam Ranh, IATA-Code: CXR, ICAO-Code: VVCR) liegt bei Cam Ranh Bay in Süd-Vietnam und ist der Flughafen der 25 km nördlich gelegenen Küstenstadt Nha Trang.

## Geschichte
Der Flughafen wurde während des Vietnamkrieges vom US-Militär gebaut und betrieben. Da der Stadtflughafen von Nha Trang zu klein war, wurde der Flughafen Cam Ranh für den zivilen Luftverkehr ausgebaut und 2004 eröffnet. Neben der 3048 m langen Betonlandebahn wurde ein neues Empfangsgebäude errichtet.

## Fluglinien und Ziele

### Inland (Stand  März 2017)
- Vietnam Airlines (Danang, Hanoi, Ho Chi Minh-Stadt)
- Jetstar Pacific Airlines (Hanoi, Ho Chi Minh-Stadt)
- VietJet Air (Hai Phong, Hanoi, Ho Chi Minh-Stadt, Thanh Hoa)

### International (Stand  März 2017)
(Quelle:)
- Air China (Chongqing – VR China)
- China Southern Airlines (Guangzhou – VR China)
- Hainan Airlines (Guangzhou, Shenzhen – beide VR China)
- Jetstar Pacific (Macau – VR China, Siem Reap – Kambodscha, Wuhan – VR China)
- Korean Air (Seoul – Südkorea)
- Lucky Air (Kunming – VR China)
- Sichuan Airlines (Chongqing – VR China)
- Vietnam Airlines (Chengdu, Hohhot, Jinan, Nanning, Peking, Shanghai, Shenyang, Shenzhen, Tianjin – alle VR China)